# Paa Grant
George Alfred „Paa“ Grant (* 15. August 1878 in Beyin, Ghana; † 30. Oktober 1956 in Axim) war ein ghanaischer Politiker und Unternehmer. Neben den Big Six der Unabhängigkeitsgeschichte des Landes gehörte Grant zu den wichtigsten Personen, die als liberale Verfechter der Unabhängigkeit Ghanas zu zählen sind. Grant hat noch heute den Ruf eines selbstlosen Politikers.

## Parteigründer
Grant war neben Joseph Boakye Danquah, R. A. Awoonor-Williams, William Ofori-Atta, Ebenezer Ako-Adjei, Edward Akufo-Addo und anderen im August 1948 Mitbegründer der ersten Partei der damaligen britische Kolonie Goldküste, der United Gold Coast Convention (UGCC). Er war zu der Zeit bereits als wohlhabender Holzhändler der reichste Mann der Goldküste. Grant hatte zeitweise den Parteivorsitz der UGGC inne und setzte sein Privatvermögen teilweise zur Finanzierung der Partei ein. Neben dem Parteivorsitz durch Grant war R. S. Blay erster stellvertretender Parteivorsitzender, Danquah zweiter Stellvertreter und Ako-Adjei Parteisekretär.
Grant soll in der damaligen Zeit auch die Rückreise Kwame Nkrumahs aus Großbritannien finanziert haben, damit dieser die in ihren Anwaltskanzleien beruflich eingespannten Anwälte und weiteren Mitbegründer der Partei als neuer Generalsekretär ablösen konnte.
Grant war Mitglied des gesetzgebenden Rates Ghanas (Legislative Council), sowie des Provinzrates (Provincial Council). Maßgeblichen Einfluss hatte er auf die Einführung von öffentlichem Straßenlicht in Ghana, und auf die Errichtung unterirdischer Wasserleitungen in Sekondi und dem Verwaltungsbezirk Axim.

## Ehrungen
Nach Paa Grant wurde eine Straße in Tema benannt und ein Abbild in Form einer Statue in der Mitte eines Verkehrskreisels in Takoradi errichtet. In der aktuellen Diskussion um eine verstärke Rückbesinnung auf Schwergewichte der ghanaischen Geschichte sollen weiteren Orte nach Grant benannt werden. So soll eine große Straßenbrücke nach Grant benannt werden (Alajo Overhead). Ferner soll der Kreisverkehr mit seiner Statue in Takoradi in Paa Grant Roundabout umbenannt werden.